# Wellington Nogueira Lopes
Wellington Nogueira Lopes (Volta Redonda, 1 juni 1979) is een voormalig Braziliaans voetballer.

## Carrière
Wellington Nogueira Lopes speelde tussen 2000 en 2008 voor Palmeiras, Flamengo, Santos, Juventude, Cruzeiro, Vegalta Sendai en Yokohama F. Marinos.